# Mapai
Mapai  foi um partido político israelita, social-democrata, sionista trabalhista, de centro-esquerda que esteve no poder desde a criação do estado até 1968, quando se transformou no Partido Trabalhista. O partido foi o partido dominante em Israel, até à sua dissolução em 1968, tendo, durante o seu governo, introduzido as bases para o Estado Social israelita.

## Resultados eleitorais

### Eleições legislativas
| Data | Votos       | %           | +/-         | Deputados   | +/-         | Status  |
| ---- | ----------- | ----------- | ----------- | ----------- | ----------- | ------- |
| 1949 | 155 274     | 35,7 (1.º)  |             | 46 / 120    |             | Governo |
| 1951 | 256 456     | 37,3 (1.º)  | 1,6         | 45 / 120    | 1           | Governo |
| 1955 | 274 735     | 32,2 (1.º)  | 5,1         | 40 / 120    | 5           | Governo |
| 1959 | 370 585     | 38,2 (1.º)  | 6,0         | 47 / 120    | 7           | Governo |
| 1961 | 349 330     | 34,7 (1.º)  | 3,5         | 42 / 120    | 5           | Governo |
| 1965 | Alinhamento | Alinhamento | Alinhamento | Alinhamento | Alinhamento | Governo |